# كريستوفر ستيوارت
كريستوفر ستيوارت (بالإنجليزية: Christopher Stewart)‏ هو مصور بريطاني، ولد في 1966 في لندن في المملكة المتحدة.